# Charles-Edward Amory Winslow
Pour les articles homonymes, voir Winslow.
Charles-Edward Amory Winslow , né le 4 février 1877 à Boston (Massachusetts) et mort le 8 janvier 1957 à New Haven (Connecticut), est un bactériologiste américain, expert en santé publique.

## Biographie
Élève de William Thompson Sedgwick (en) (lui-même considéré comme l'un des fondateurs de la santé publique aux États-Unis), diplômé du Massachusetts Institute of Technology (MIT), il commence sa carrière comme bactériologiste.
Il est le plus jeune membre fondateur de l'American Society for Microbiology lorsque cette organisation est fondée en 1899 et publie en 1908 avec Samuel Cate Prescott (en) le premier livre traitant de la bactériologie de l'eau aux États-Unis.
Il enseigne ensuite au MIT tout en y dirigeant la station expérimentale d'épuration de 1908 à 1910, puis au City College of New York de 1910 à 1914.
En 1915, il fonde le département de santé publique au sein de la Yale School of Medicine (en) et en est président jusqu'à sa retraite en 1945. Le département devient, en 1946, une école de santé publique à part entière sous le nom de Yale School of Public Health (en).
Il est le premier rédacteur en chef du Journal of Bacteriology et conserve ce poste de 1916 à 1944 et est également rédacteur en chef de l'American Journal of Public Health (en) de 1944 à 1954.
Il est consultant en santé publique à l'American Museum of Natural History de 1910 à 1922 et, en 1926, devient président de l'American Public Health Association (en) puis, dans les années 50, consultant pour l'Organisation mondiale de la santé.
Winslow a écrit près de 600 articles et livres sur la bactériologie, la santé publique, l'hygiène publique et le management des soins de santé dont les plus importants sont :
- The Evolution and Significance of the Modern Public Health Campaign (1923)
- The Conquest of Epidemic Disease (1943)
- The History of American Epidemiology (1952)

## Définition de lasanté publiqueselon Charles-Edward Amory Winslow
Cette définition, toujours pertinente au XXIe siècle, a été publiée en 1920 dans la revue Science : « La santé publique est la science et l’art de prévenir les maladies, de prolonger la vie et de promouvoir la santé physique et l’efficacité à travers les efforts coordonnés de la communauté pour l’assainissement de l’environnement, le contrôle des infections dans la population [la lutte contre les infections communautaires], l’éducation de l’individu aux principes de l’hygiène personnelle, l’organisation de services médicaux et infirmiers pour le diagnostic précoce et le traitement préventif des pathologies, et le développement des dispositifs sociaux qui assureront à chacun un niveau de vie adéquat pour le maintien de la santé. (...) J'espère que, dans les années à venir, nos services de santé organiseront diverses formes de services sanitaires, médicaux, infirmiers et sociaux de manière à permettre à chaque citoyen de jouir de son droit inné à la santé et à la longévité ». 
[Version originale en langue anglaise : "Public health is the science and the art of preventing disease, prolonging life, and promoting physical health and efficiency through organized community efforts for the sanitation of the environment, the control of community infections, the education of the individual in principles of personal hygiene, the organization of medical and nursing service for the early diagnosis and preventive treatment of disease, and the development of the social machinery which will ensure to every individual in the community a standard of living adequate for the maintenance of health. (...)
I look to see our health departments in the coming years organizing diverse forms of sanitary and medical and nursing and social service in such fashion as to enable every citizen to realize his birthright of health and longevity"]

## Le prix CEA Winslow
Le prix CEA Winslow est la plus haute récompense décernée à un professionnel de santé publique dans le Connecticut. Chaque année, le prix récompense un professionnel de santé publique du Connecticut pour son travail dans le domaine de la recherche et de l'éducation lors de la réunion annuelle de la Connecticut Public Health Association.